# Rittō, Shiga
Rittō (japanska: 栗東市?, Rittō-shi) är en stad i Shiga prefektur i Japan. Staden fick stadsrättigheter 2001.